# 本仮屋ユイカ
本仮屋 ユイカ（もとかりや ユイカ、1987年9月8日 - ）は、日本の女優、司会者、歌手、ラジオパーソナリティ。本名同じ。スターダストプロモーション所属。
妹は元東海テレビアナウンサーの本仮屋リイナ。

## 来歴
東京都目黒区出身。日本大学芸術学部演劇学科卒業。
『わくわくサイエンス』（NHK教育）でテレビ初出演。連続ドラマでは2001年『3年B組金八先生』（TBS）第6シリーズに生徒役として出演。2005年に連続テレビ小説『ファイト』（NHK総合）で主演を務めたほか、『僕の歩く道』（関西テレビ）、『薔薇のない花屋』（フジテレビ）に出演。映画では2006年から2007年にかけて、『Dear Friends』、『ラブレター 蒼恋歌』に主演。2008年映画『相棒 -劇場版-』に出演。2007年、松任谷由実の曲をもとにしたショートフィルム『Yuming Films Project』中の一編「リフレインが叫んでる」に出演した。2012年4月7日より、約9年に渡り司会を務めた優香の後任として、TBSの情報バラエティ『王様のブランチ』のメインキャスターに起用され、2015年9月26日まで3年半の間出演した。2013年7月公開の劇場版アニメ映画『それいけ!アンパンマン とばせ! 希望のハンカチ』で声優デビュー。2021年10月24日、「ゆいか」として歌手デビュー。大晦日には、日本武道館で開催の『ももいろ歌合戦』（BS日テレ・ニッポン放送・ABEMAなどが生中継）へ初出場。

## 人物
- 姓の「本仮屋」の「仮屋」は、薩摩藩における代官所の意味で鹿児島県に多い[10]。また、彼女自身も鹿児島にルーツがあり、先祖の墓が県内に所在している[11]。
- 晴れ女を自称している[12]。
- 趣味はジョギング、音楽鑑賞、読書、水泳。日焼けしやすく、日傘を持ち歩くことを欠かさない。好物は、和菓子、叔母が作る春雨サラダ、焼餅。好きな歌手は松任谷由実とaikoで、前者は「常にiPodの最近再生した曲ベスト10に入っている。」とのこと[13]。

## 健康問題
2022年10月2日、メインMCを務める『地方創生プログラム ONE-J』（TBSラジオ）を急性の胃腸痛のため休み、翌週9日も体調が万全でないとして出演を見合わせた。14日、体調の回復に専念するため、一時休養することを発表。同年8月に発表していた映画『女子大小路の名探偵』の主演を降板することも発表された。16日の『地方創生プログラム ONE-J』は、妹の本仮屋リイナが代役を務める。10月30日、『地方創生プログラム ONE-J』に復帰。

## 出演

### テレビドラマ
- なっちゃん家 第4・11話（1998年10月24日・12月12日、テレビ朝日）
- 土曜ワイド劇場 特急車掌永瀬はるかの事件簿（1999年5月29日、テレビ朝日） - 永瀬はるか（少女期） 役
- 柳橋慕情（2000年8月21日 - 12月18日、NHK総合） - お梅 役
- 3年B組金八先生（TBS） - 青沼美保 役
  - 第6シリーズ（2001年10月11日 - 2002年3月28日）
  - 第7シリーズ 第11話（2005年1月7日）
  - ファイナル「最後の贈る言葉」4時間SP（2011年3月27日）
- 白い影 その物語のはじまりと命の記憶（2003年1月2日、TBS）
- さとうきび畑の唄（2003年9月28日、TBS / BS-i）
- 世界の中心で、愛をさけぶ（2004年7月2日 - 9月10日、TBS） - 上田智世 役
- 連続テレビ小説 ファイト（2005年3月28日 – 10月1日、NHK総合） - 主演・木戸優 役
- 僕の歩く道（2006年10月10日 - 12月19日、関西テレビ） - 大竹りな 役
- 太郎と次郎〜反省ザルとボクの夢〜（2007年3月17日、フジテレビ） - 恵子 役
- 夫婦道（TBS） - 高鍋（中森）若葉 役
  - 第1シリーズ（2007年4月12日 - 6月21日）
  - 第2シリーズ（2009年4月15日 - 6月24日）
- 姿三四郎（2007年12月6日、テレビ東京） - 村井乙美 役
- 薔薇のない花屋（2008年1月14日 - 3月24日、フジテレビ） - 安西瑠璃 役
- ビヨンド・ザ・ブレイク（2008年4月13日 - 8月24日、BS朝日） - レイシー・ファーマー（吹替） 役
- ゴンゾウ 伝説の刑事（2008年7月2日 - 9月10日、テレビ朝日） - 遠藤鶴 役
- ありがとう!チャンピイ〜日本初の盲導犬誕生物語〜（2008年9月13日、フジテレビ） - 河相玲子 役
- 神の雫 第1話（2009年1月13日、日本テレビ） - 綿貫鈴香 役
- 黒部の太陽 第1部（2009年3月21日、フジテレビ） - 民子 役
- ギネ 産婦人科の女たち（2009年10月14日 - 12月9日、日本テレビ） - 嶋えりな 役
- ヤマトナデシコ七変化 第5話 - 第6話（2010年2月12日 - 19日、TBS） - まちこ 役
- わが家の地デジ奮闘記（NHK総合） - 鈴木ナミ 役 
  - 〜鈴木さん親子のその日〜（2010年3月22日）
  - 〜おじいちゃんと姉を救え!〜（2010年7月24日）
- ハンチョウ〜神南署安積班〜 シリーズ3（2010年7月5日 - 9月20日、TBS） - 立花美咲 役
- 秘密（2010年10月15日 - 12月10日、テレビ朝日） - 橋本多恵子 役
- プロポーズ兄弟〜生まれ順別 男が結婚する方法〜 第3夜 - 第4夜（2011年2月23日 - 24日、フジテレビ） - 伊藤真央 役
- 相棒 season10 第5話（2011年11月16日、テレビ朝日） - 守村やよい 役
- 推定有罪（2012年3月25日 - 4月22日、WOWOW） - 長田美保 役
- 奇跡のホスピス〜人生の"わすれもの"ってなんですか?〜（2012年3月28日、毎日放送） - 西村紗希 役
- 水曜ミステリー9 看護師・戸田鮎子の推理カルテ（テレビ東京） - 主演・戸田鮎子 役
  1. （2012年7月11日）
  2. （2013年10月30日）
- 黒い十人の黒木瞳。 「黒いパートタイマー」（2012年9月9日、NHK BSプレミアム） - 藤井 役
- そこをなんとか（2012年10月21日 - 12月16日、NHK BSプレミアム） - 主演・改世楽子 役
  - そこをなんとか2（2014年8月3日 - 9月21日）
- イロドリヒムラ 第4話（2012年11月5日、TBS） - 山口百花 役
- レディ・ジョーカー（2013年3月3日 - 4月14日、WOWOW） - 杉原佳子 役
- でたらめヒーロー（2013年4月4日 - 6月27日、読売テレビ） - 倉田夏輝 役
- あなたに似た誰か 第1話 「カハタレバナ」（2013年8月13日、NHK BSプレミアム） - 松村さと子 役
- 月曜ゴールデン 縁側刑事（2013年9月2日、TBS） - 吉村あさひ 役
  - 縁側刑事・弐 〜銃の重さ〜（2015年4月27日）
- 民王（2015年7月 - 9月、テレビ朝日） - 南真衣 役[23]
- ドラマスペシャル 検事の本懐（2016年12月3日、テレビ朝日） - 加東栞 役[24]
- 金曜プレミアム 判事失格!?弁護士夏目連太郎の逆転捜査（2017年3月24日、フジテレビ） - 夏目沙月 役[25]
- さくらの親子丼（2017年10月7日 - 、東海テレビ・フジテレビ系） - 九十九恭子 役[26]
- コンフィデンスマンJP 第2話（2018年4月16日、フジテレビ系） - 操 役
- 日曜プライム 復讐捜査〜警察犬と刑事の殺人追跡行〜（2018年5月6日、テレビ朝日） - 花村沙織 役[27]
- 黄昏流星群〜人生折り返し、恋をした〜（2018年10月11日 - 12月13日、フジテレビ） - 篠田薫 役[28]
- SUITS/スーツ 第10話（2018年12月10日、フジテレビ） - 与謝野雛子 役
- 平成ばしる（2018年12月28日、テレビ朝日） - ラジオリスナー 役[29]
- ベビーシッター・ギン! 第5話（2019年7月28日、NHK BSプレミアム） - 今出川民代 役[30]
- 逆転弁護士・水木邦夫 〜声なき叫び〜（2020年3月9日、TBS） - 浜山千香 役
- 月曜プレミア8 再雇用警察官（2020年5月11日、テレビ東京） - 新月良美 役[31]
  - 再雇用警察官2（2021年6月28日）[32]
  - 再雇用警察官3（2021年12月13日）[33]
  - 再雇用警察官4（2022年7月4日）
  - 再雇用警察官5（2023年3月13日）
- マイラブ・マイベイカー（2020年7月10日 - 、ひかりTV・dTVチャンネル / 7月13日 - 、カンテレ・メ〜テレ・テレビ神奈川） - 主演・小岩美々子 役[34][35]
- 片恋グルメ日記（2020年10月12日 - 12月14日、TOKYO MX） - 主演・所まどか 役[36]
- 大岡越前スペシャル 〜初春に散る影法師〜（2021年1月1日、NHK BSプレミアム） - 櫻木太夫 役
- 私の夫は冷凍庫に眠っている（2021年4月10日 - 5月15日、テレビ東京） - 主演・如月夏奈 役[37]
- 山女日記3（2021年10月17日 - 11月21日、NHK BSプレミアム） - 藤森あかね 役
- 愛しい嘘 優しい闇（2022年1月14日 - 3月4日、テレビ朝日） - 本田玲子 役[38]
- パンドラの果実〜科学犯罪捜査ファイル〜 Season1（2022年4月23日 - 6月25日、日本テレビ） - 小比類巻亜美 役[39]
- バツイチ2人は未定な関係〜「ふつう」、やめます!編（2023年1月5日、テレビ朝日） - 主演・藤田真実 役[40]
- 今日からヒットマン（2023年10月27日 - 12月15日、テレビ朝日） - 稲葉美沙子 役[41]
- NHKスペシャル「創られた"真実" ディープフェイクの時代」（2025年3月18日、NHK総合） - 洋子 役

### 配信ドラマ
- ビタースウィート〜オトナの交差点〜（2014年9月30日、ネスレシアター on YouTube） - 春山春子 役[42]
- Love or Not（2017年3月20日 - 5月23日、dTV・FOD） - 広澤真子 役[43]
  - Love or Not 2（2018年10月5日 - 11月9日、dTV・FOD）
- 日本をゆっくり走ってみたよ 〜あの娘のために日本一周〜（2017年10月20日 - 2018年1月12日、Amazonプライム・ビデオ） - ヒロイン・恵理 役[44]
- パンドラの果実〜科学犯罪捜査ファイル〜 Season2（2022年6月25日 - 7月30日、Hulu） - 小比類巻亜美 役[39]
  - パンドラの果実〜科学犯罪捜査ファイル〜 Season3（2024年6月16日 - 7月14日、Hulu）
- バツイチ2人は未定な関係〜人生は二択じゃない!編（2023年1月5日、TELASA） - 主演・藤田真実 役[40]

### 映画
- 笑う蛙（2002年7月6日、オフィス・シロウズ / メディアボックス） - 吉住千沙子 役
- スウィングガールズ（2004年9月11日、東宝） - 関口香織 役
- 風の残響（2004年9月25日、映画美学校） - 主演・ 小夜子 役
- ラブレター 蒼恋歌（2006年11月25日、日本出版販売 / タキコーポレーション） - 主演・南雲由衣 役
- Dear Friends（2007年2月3日、東映） - マキ 役
- 吉祥天女（2007年6月30日、CKエンタテインメント） - 麻井由似子 役
- 相棒 -劇場版- 絶体絶命! 42.195km 東京ビッグシティマラソン（2008年5月1日、東映） - 守村やよい 役
- ドロップ（2009年3月20日、角川映画） - みゆき 役
- RAILWAYS 49歳で電車の運転士になった男の物語（2010年5月29日、松竹） - 筒井倖 役
- ワイルド7（2011年12月21日、ワーナー・ブラザース映画） - 岩下こずえ 役
- FLY!〜平凡なキセキ〜（2012年3月10日、よしもとクリエイティブ・エージェンシー） - ホステス 役
- 僕等がいた 前篇 / 後篇（2012年3月17日 / 4月21日、東宝 / アスミック・エース） - 山本有里 役
- CMタイム（2012年11月10日、トリプルアップ） - 佐藤真理 役
- 闇金ウシジマくん Part2（2014年5月16日、東宝映像事業部 / SDP） - 由紀美 役[45]
- ピーチガール（2017年5月20日、松竹） - 安芸操 役[46]
- 劇場版 ウルトラマンジード つなぐぜ！ 願い!!（2018年3月10日、松竹） - 比嘉愛琉（アイル・サデルーナ） 役[47]
- しあわせのマスカット（2021年5月14日、BS-TBS） - 相馬雪絵 役[48]

ショートムービー
- Yuming Films vol.1「リフレインが叫んでる」（2007年10月24日配信、Yahoo!動画） - 主演・あかね 役

### 劇場アニメ
- それいけ!アンパンマン とばせ! 希望のハンカチ（2013年7月6日、東京テアトル） - パオ 役[8]

### 舞台
- パレード（2012年1月16日 - 29日、天王洲 銀河劇場 / 2月4日・5日、シアター・ドラマシティ） - 大垣内琴美 役[5]
- とりあえず、お父さん（2015年12月3日 - 23日、天王洲 銀河劇場） - ジニィ 役[49]
- 妄想歌謡劇『上を下へのジレッタ』（2017年5月7日 - 6月4日、Bunkamuraシアターコクーン / 6月10日 - 19日、森ノ宮ピロティホール） - 間リエ 役[50]
- みみばしる（2019年2月6日 - 17日、下北沢本多劇場 / 2月23・24日、久留米座 / 3月1日 - 3日、近鉄アート館） - 主演・妙子 役[51]
- オリエント急行殺人事件（2020年12月8日 - 27日、Bunkamura シアターコクーン）[52]

### 情報番組
- 王様のブランチ（2012年4月7日 - 2015年9月26日、TBS / BS-TBS） - MC[6][7]
- シューイチ（2025年4月5日 - 日本テレビ） - 土曜日のみの週替わり出演

### 教育番組・教養番組
- わくわくサイエンス（1999年 - 2002年、NHK教育） - わくわく研究所所長 役
- 世界の文学がわかる!あらすじ名作劇場（2016年4月9日 - 2017年3月22日、BS朝日） - MC
- 林修のニッポンドリル（2018年5月30日 - 、フジテレビ） - パネラー（不定期出演）
- ココロ通う街角（2019年10月5日 - 2021年9月25日、日本テレビ） - ナレーション
- 絶景 日本の橋（2024年4月4日 - 、BSフジ） - ナレーション[53]

### 音楽番組
- N響アワー ほっとコンサート〜夏のひととき ホッと一息〜（2010年8月22日、NHK教育） - 演奏会ナビゲーター[注 2]
- NHKクラシックガイド（2011年3月6日[注 3] / 2011年4月3日 - 2012年3月25日、NHK教育BSP）
- 第5回ももいろ歌合戦 〜届け！希望の彼方へ〜（2021年12月31日、BS日テレ・ニッポン放送・ABEMAほか）

### ドキュメンタリー
- 東京マラソン物語〜そして街はひとつになった〜（2009年3月21日、フジテレビ） - ナレーション
- ザ・ノンフィクション（フジテレビ） - ナレーション 
  - 本仮屋ユイカ オーロラに恋して（2009年3月29日）
  - 特選 本仮屋ユイカ「オーロラに恋して」その後（2013年3月24日）
  - 涙…涙の女子寮物語新人海上自衛官の青春（2014年4月27日）
  - 私が踊り続けるわけ（2021年2月7日）
  - 私が踊り続けるわけ2（2023年2月5日・2月12日）
- 素敵な宇宙船地球号 地球号食堂プロジェクト（2009年5月17日 - 9月27日、テレビ朝日） - ナレーター
- ボクらの地球 絶景!ギアナ高地の秘密〜神秘のテーブルマウンテン〜（2014年2月6日、BS朝日） - ナレーター
- ノンフィクションW 映画タイトルデザイナー・赤松陽構造 文字に込めた“自由”（2014年2月21日、WOWOW） - ナレーション
- プライムニュース イブニング 特報・小児がん余命宣告から18年 絶望から未来へ…夫との挑戦（2018年8月10日、フジテレビ） - ナレーション
- BS11開局15周年特別番組「アートミステリー国立西洋美術館誕生秘話～モネを救え!～」（2023年3月21日、BS11） - ナビゲーター[54]

### CM
- 河合塾（2004年1月 - ）
- マツモトキヨシ セルフメディケーション（2004年5月 - ）
- 全国信用組合中央協会（2006年4月 - ）
- スクウェア・エニックス ファイナルファンタジー・クリスタルクロニクル リング・オブ・フェイト（2007年8月 - ）
- キャリアリンク（2008年 - ）
- サントリーフーズ サントリー天然水（2009年4月 - ）
- 日本コカ・コーラ ジョージア（2011年1月 - ）
- 太田胃散 太田漢方胃腸薬II（2011年5月 - ）
- ソディックLED（2011年 - ）
- 三菱自動車 ミラージュ（2012年8月 - ）
- ジャパンゲートウェイ Reveur（2012年9月 - ）
- DHC 濃密うるみ肌（2014年9月 - ）
- サクマ いちごみるく「かわいいからあげる！」（2020年10月1日 - 12月31日）[55]

### ラジオ
- 「ラジベガス 年末スペシャル『ナルニア国物語 ライオンと魔女』」（2005年12月26日 - 30日、ニッポン放送） - ルーシィ 役
- 「ショウアップナイターバッテリースペシャル 本仮屋ユイカの出会い・ふれあいタイム! surpported by 全国信用組合」（2009年12月27日、ニッポン放送）
- 「本仮屋ユイカ 笑顔のココロエ」（2011年10月3日 - 2018年3月30日、ニッポン放送） - パーソナリティ[注 4]
- 「土屋礼央 レオなるど」（2018年8月28・29日、ニッポン放送） - 代理アシスタント
- 「三菱地所レジデンス Sparkle Life」（2019年4月6日 - 、TOKYO FM） - パーソナリティ[56]
- 「ALL GOOD FRIDAY」（2021年3月5日、J-WAVE） - LiLiCoの代理
- 「地方創生プログラム ONE-J」（2021年4月4日 - 、TBSラジオ） - メインMC[57][注 5]
- 百田夏菜子とラジオドラマのせかい（2021年7月2日 - 30日、ニッポン放送） - 7月マンスリーゲスト[58]
- 「本仮屋ユイカのオールナイトニッポンGOLD」（2021年8月19日、ニッポン放送） - パーソナリティ
- 「ジェーン・スー 生活は踊る」（2021年9月2日、TBSラジオ） - 代理パーソナリティ[注 6]
- 「伊集院光とらじおと」（2021年9月21日、TBSラジオ） - 代理パーソナリティ
- 「アシタノカレッジ」（2023年6月29日、TBSラジオ） - ゲスト「TBSラジオパーソナリティ対談！」

### その他
- NTT西日本シンボルチーム（2005年11月7日 - 2006年2月6日）
公式ホームページ にて、特別企画として「本仮屋ユイカのファイト!!陸上競技部」を期間限定掲載。内容は「ユイカの元気コラム」「スペシャル座談会」「応援メッセージ」等。
- 全国信用組合中央協会
2006年度より“しんくみ”のイメージキャラクターに採用。店頭用ポスターは全国1902店舗の信用組合に掲出されている。
- 総務省 住民基本台帳閲覧制度の改正＜ポスター＞（2007年1月 - ）
- Yuming Films vol.1「リフレインが叫んでる」（2007年10月24日）
松任谷由実のベスト・アルバム『SEASONS COLOURS -秋冬撰曲集-』のPRとして、ユーミンの曲をもとにショートフィルムを制作する企画。その第1弾に出演した。
- 徳永英明『VOCALIST 4』ミュージック・ビデオ「時の流れに身をまかせ」「赤いスイートピー」「やさしさで溢れるように」（2010年）
『VOCALIST 4』初回盤A付属DVDに収録。
- CHEMISTRY『Shawty』ミュージック・ビデオ（2010年）
『Shawty』初回限定盤付属DVDに収録。
- トリックロジック - PSP用ゲームソフト。声の出演（天野つかさ 役）。（2010年）
- 〜松本 隆 作詞活動55周年記念 オフィシャル・プロジェクト〜 風街ぽえてぃっく2025 第一夜：風編（2025年9月19日〈予定〉、東京国際フォーラム ホールA）[59]

## 書籍

### 写真集
- モトカリ屋（2006年11月23日、ワニブックス、撮影：西田幸樹）ISBN 978-4847029752
- モトカリヤNOTE-ハタチのキモチ-（BOMB VISUAL BOOK）（2008年8月28日、学研、著者：山本絢子、編集：BOMB編集部）ISBN 978-4054037588
- AIR（2011年12月23日、ワニブックス、撮影：舞山秀一）ISBN 978-4847044175
- maururu（2017年1月11日、ワニブックス、撮影：アンディ・チャオ）ISBN 978-4847048876[60]
- mahana（2017年2月14日、ワニブックス、撮影：アンディ・チャオ）ISBN 978-4847048890[60]
- CANTIK（2020年2月14日、ワニブックス、撮影：大江麻貴）ISBN 978-4847082627[61]
- 私。（2022年9月8日、ワニブックス、撮影：中山雅文）ISBN 978-4847084461

## ディスコグラフィ
※歌手の時は ゆいか 名義で活動

### 配信シングル
- HAPPY WEEKEND LOVE[62]（2021年10月24日）
- この夜のラブストーリー[63]（2021年11月26日）
- 通りすがり（2022年12月2日）